# جون فاين
جون فاين هو محامي وقاضي وسياسي أمريكي، ولد في 26 أغسطس 1794 في نيويورك في الولايات المتحدة، وتوفي في 4 يناير 1867 في أوغدينسبورغ في الولايات المتحدة. نشط حزبياً في الحزب الديمقراطي. وقد انتخب عضو مجلس ولاية نيويورك ‏ وانتخب عضو مجلس النواب الأمريكي ‏.